# Электронная книга
Электро́нная кни́га (Electronic book; e-book; eBook) — версия книги, хранящаяся в электронном виде, и показываемая на экране в цифровом формате.
Данное понятие применяется как для произведений, представленных в цифровой форме, так и в отношении устройств, используемых для их прочтения.

## Термин
В англоязычных странах наряду с термином e-book используют также термин e-text (с англ. — «электронный текст») для цифровых версий книг, для хранения которых используются открытые форматы, основанные на простых текстовых файлах. Электронными текстами называются и учебные электронные пособия, в состав которых, помимо текста, включаются изображения, примеры данных, упражнения, специально написанные комментарии и ответы на возможные вопросы, а также гипертекст (параллельные места[en], сноски и т. п.).

## История
В 1971 г. Майкл Харт получил неограниченный доступ к рабочему времени крупного компьютера Xerox Sigma V [en] от операторов в университете штата Иллинойс. Пытаясь достойно применить этот ресурс, он создал первую электронную книгу Декларация независимости США, когда впечатал её текст в компьютер. Так путём создания электронных копий большего количества книг получил начало Проект «Гутенберг».

## Форматы файлов электронных книг
Электронные книги могут распространяться в файлах различных форматов, в частности:
- простой текст (plain text);
- текстовые с оформлением — HTML, открытый формат электронных книг Electronic Publication (.epub), (OPF FlipBook), OpenDocument, SGML, XML, FictionBook (.fb2), TeX, PDF, Microsoft HTMLHelp (.chm), eReader (.lit), PostScript (.ps, .eps), ExeBook, Mobipocket (.prc, .mobi) и др.;
- графические растровые — TIFF, JPEG, DjVu и т. п.;
- мультимедиа книги — SWF, EXE, аудиокниги и т. п.;
- книги в формате java-мидлетов для мобильных устройств, таких как сотовые телефоны с поддержкой java (J2ME), КПК.
- книги в виде приложений под определённую операционную систему, включающие в себя, помимо самого содержания книги, ещё и специализированную программу просмотра. Как правило, содержат средства, препятствующие копированию содержимого книги и его просмотра отдельно от программы-оболочки.

Файлы некоторых форматов (OpenDocument, FictionBook, PostScript, PDF, MS Word DOC и др.) помимо текста могут содержать и растровые или векторные изображения.
Файлы современных электронных мультимедиа-книг помимо текста содержат несколько каналов восприятия: звуковой-музыкальный, изобразительно-динамический (фотографии и галереи), интерактивно-ментальный.

## Сравнение электронных и бумажных книг
При сравнении электронных книг, с традиционными бумажными, можно выделить:
Преимущества электронных книг
- компактность и портативность[2] (возможность хранения на электронных, оптических и т. п. носителях десятков и сотен тысяч книг);
- возможность полнотекстового поиска (если текст книги распознан или набран)[2];
- возможность для комфортного чтения быстрого и простого изменения темы оформления: гарнитуры, кегля и цвета шрифта, а также цвета и текстуры фона[2];
- возможность прослушать (text-to-speech, аудиокнига) текст книги[2];
- возможность чтения книг при низком уровне освещенности (на устройствах с подсветкой)[2];
- низкая стоимость распространения (часто распространение бесплатно как для отправителя, так и для адресата)[2];
- многие электронные книги бесплатны для читателя;
- немедленное получение книги (для получения бумажной книги необходимо добраться до магазина или дождаться доставки);
- значительно короче время на издание по сравнению с бумажными книгами (для сравнения: неделя для электронной книги и полгода для бумажной);
- гигиеничность: бумажные книги являются источником бумажной пыли, которая является сильнейшим аллергеном, и содержат яйца пылевых клещей и ложных скорпионов[3];
- экологичность — не расходуется древесина.

Недостатки электронных книг
- Отсутствие эстетической составляющей, выраженной в материальном носителе и элементах оформления.
- Зависимость от наличия электронных устройств.
- Потенциальная несовместимость с новым аппаратным или программным обеспечением (во избежание этого используют простые или стандартизированные открытые форматы).
- Экраны некоторых устройств быстро переутомляют глаза. При использовании бумажных и электронных книг с использованием технологии е-ink глаз получает отраженный от поверхности свет, а при чтении с мониторов — свечение, включающее большое синей части спектра, которая исходит от самого экрана. К такому воздействию человеческий глаз эволюционно не был приспособлен[источник не указан 2306 дней].
- Разрешение и контрастность экранов большинства устройств на сегодня таковы, что «качество изображения» на них пока несколько хуже, чем у бумажного аналога.
- Время работы переносного устройства ограничено емкостью батареи.
- Значительные неудобства вызывает перевод в такой формат бумажных изданий с большим количеством крупных иллюстраций (например, работы по истории искусства, фотоальбомы, сборники карт и пр.).
- При распространении электронных книг к ним иногда применяются пользовательские соглашения и DRM, что позволяет сделать их для читателя даже менее удобными, чем бумажные: например, запретить одалживание, привязать к одному устройству (или указать, какие книги можно читать с помощью этого устройства), уничтожить анонимность при покупке и приватность при чтении[4][5].